# Szalony pies Morgan
Szalony pies Morgan (tytuł oryg. Mad Dog Morgan) − australijski film fabularny z 1976 roku w reżyserii Philippe’a Mory, oparty na życiu przestępcy Dana Morgana oraz książce Morgan autorstwa Margaret Carnegie. W filmie w rolach głównych wystąpili Dennis Hopper, Jack Thompson i David Gulpilil.

## Fabuła
Głównym bohaterem filmu jest Daniel Morgan, któremu nie ułożyło się w życiu. Daniel był w więzieniu, żyje w okrutnym, brudnym i pełnym przestępczości i podejrzanych ludzi świecie. Przez to, w jakim środowisku się obraca, jest brutalnym człowiekiem. Jego jedynym przyjacielem jest Aborygen.

## Obsada
- Dennis Hopper − Dan Morgan
- Jack Thompson − detektyw Manwaring
- David Gulpilil − Billy
- Frank Thring − nadkomisarz Cobham
- Michael Pate − nadkomisarz Winch
- Bill Hunter − sierżant Smith
- Hugh Keays-Byrne − Simon

## Nagrody i wyróżnienia
- 1977, Australian Film Institute:
  - nominacja do nagrody AFI w kategorii najlepszy reżyser (wyróżniony: Philippe Mora)
  - nominacja do nagrody AFI w kategorii najlepszy aktor w roli drugoplanowej (Bill Hunter)[4]